# Fimbristylis scabrida
Fimbristylis scabrida là loài thực vật có hoa trong họ Cói. Loài này được Schumach. mô tả khoa học đầu tiên năm 1827.